# Sörnewitz (Coswig)

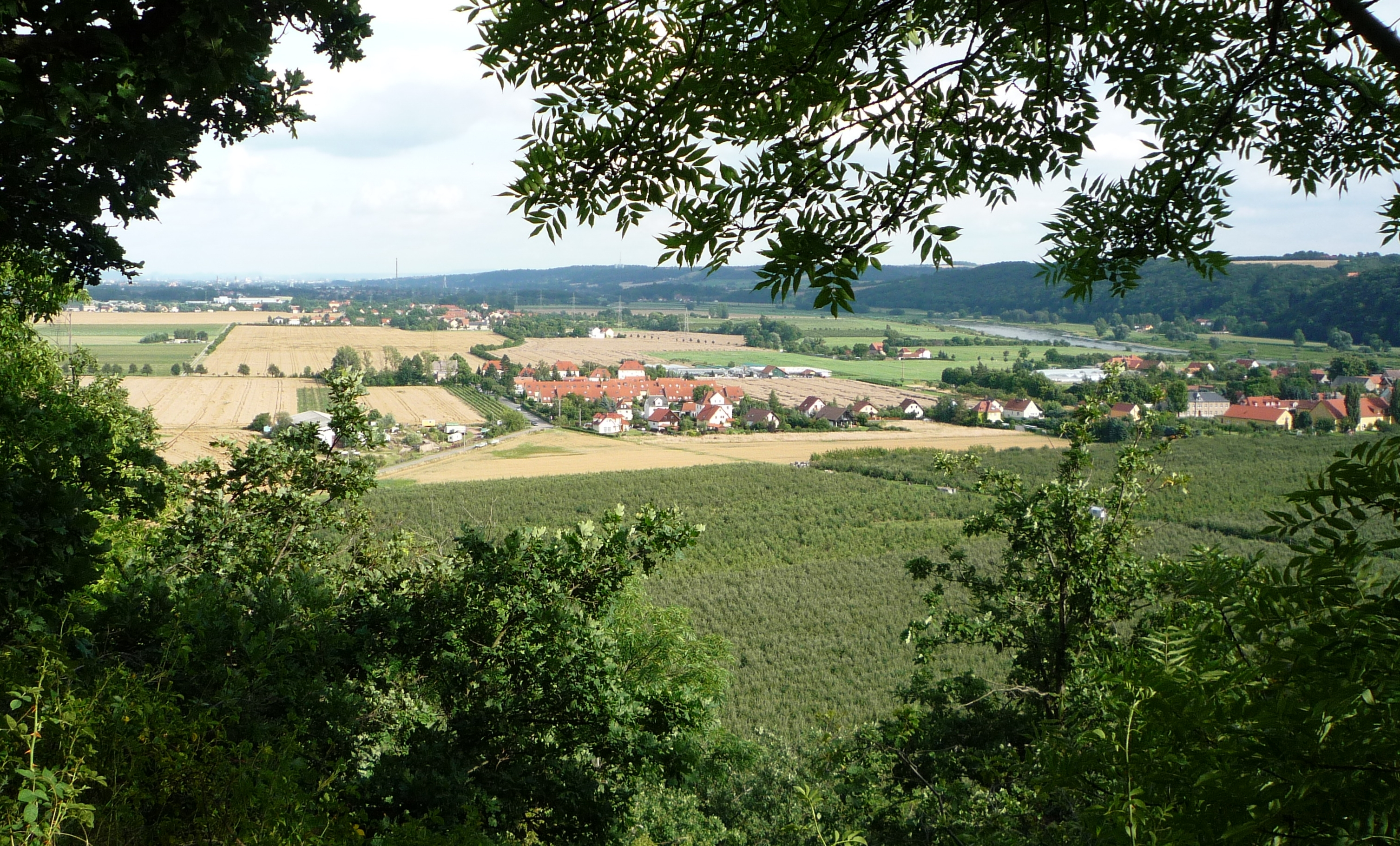
Blick auf Sörnewitz von der Römischen Bosel im Spaargebirge, in der Mitte Alte Straße und Brunnenweg, rechts der Dorfkern

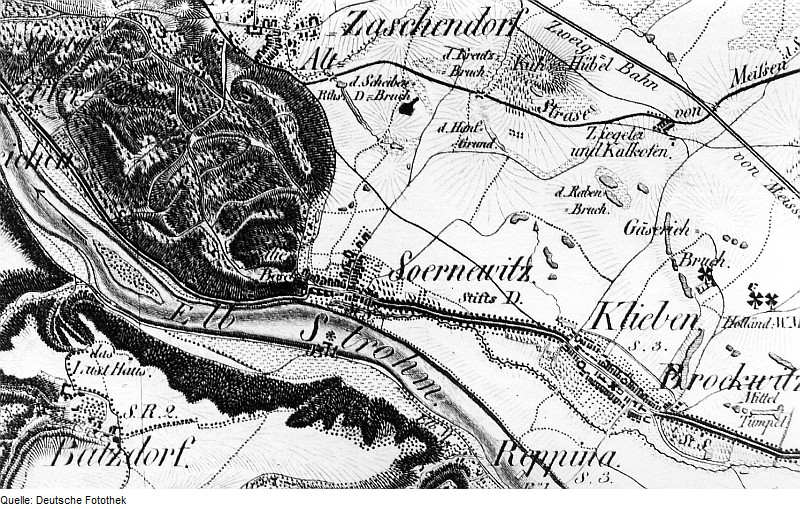
Sörnewitz und seine Nachbardörfer auf einer Karte aus dem 19. Jahrhundert

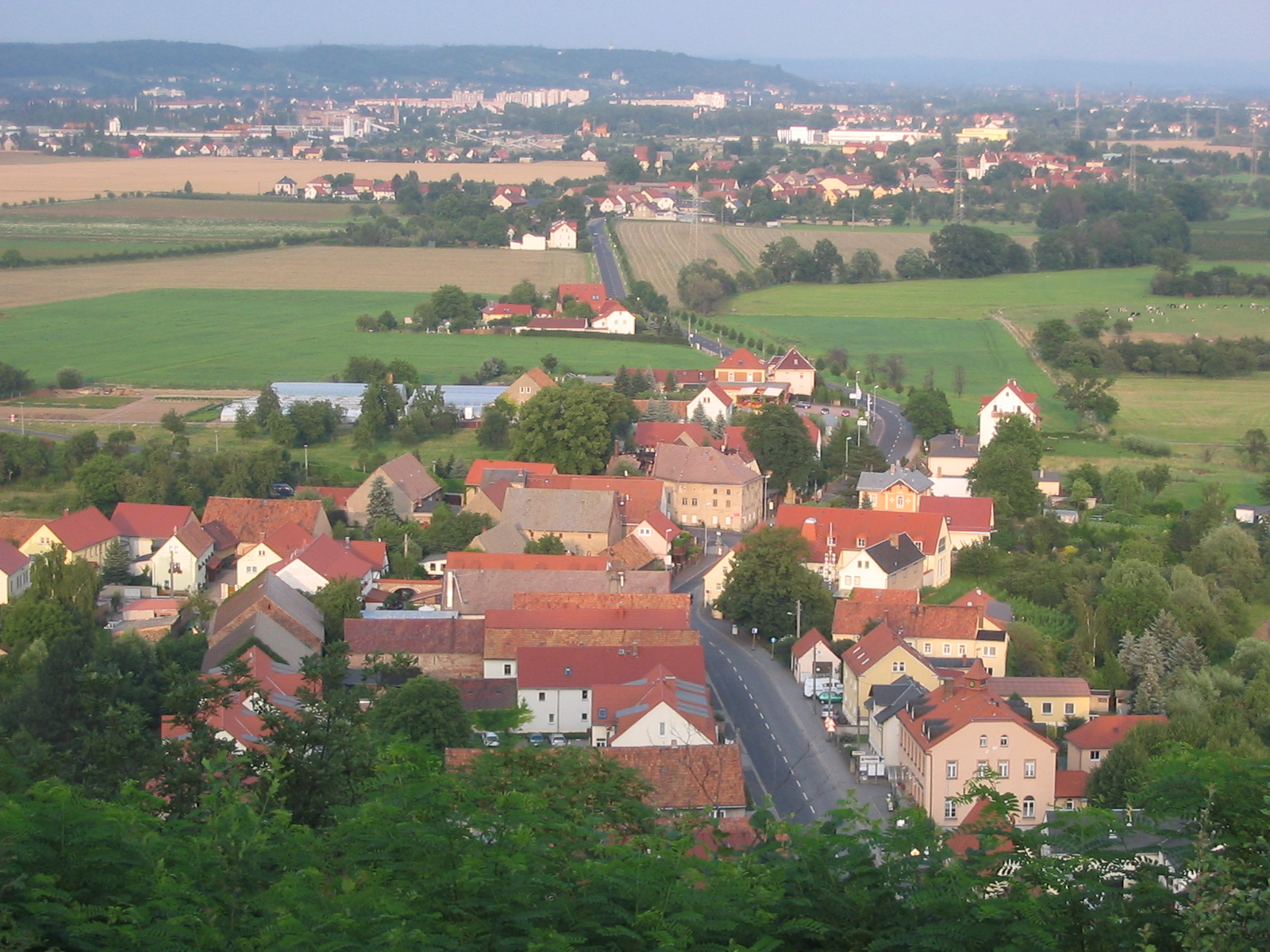
Blick von der Deutschen Bosel im Spaargebirge auf den Sörnewitzer Dorfkern, dahinter Brockwitz, vor den Lößnitzhöhen Coswig und Neucoswig, rechts daneben im Hintergrund Radebeul

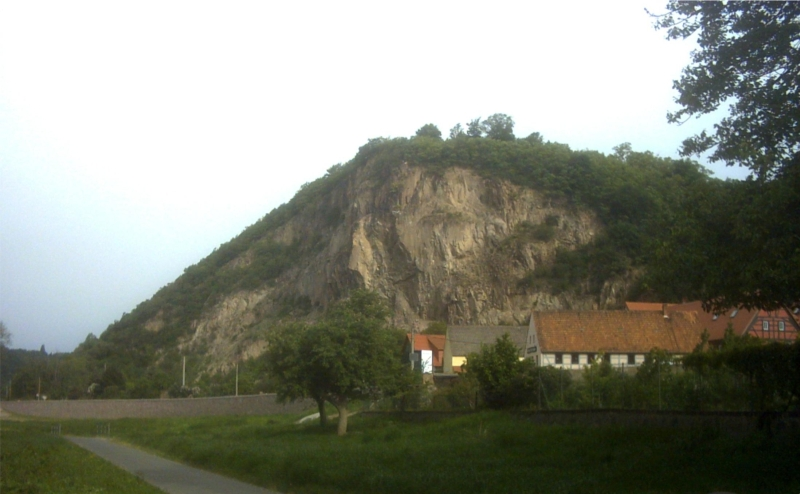
Sörnewitz mit der ortsbildprägenden Boselspitze (183 m ü. NN), dem südöstlichen Gipfel des Spaargebirges

Sörnewitz ist ein Ortsteil von Coswig im sächsischen Landkreis Meißen. In der Gemarkung Sörnewitz liegt ebenfalls der Coswiger Ortsteil Neusörnewitz.

## Geographie
Sörnewitz befindet sich im äußersten Westen des Coswiger Stadtgebiets. Die Gemarkung Sörnewitz umfasst den Ortsteil Sörnewitz und den westlichen Teil des Ortsteils Neusörnewitz. Den Ortsteil Sörnewitz umgeben die anderen Coswiger Ortsteile Brockwitz im Südosten und Neusörnewitz im Nordosten. Im Norden und Westen grenzt das Stadtgebiet Meißens (Stadtteil Oberspaar) an, südlich die Gemeinde Klipphausen mit der Ortschaft Scharfenberg. Die Gemarkung Sörnewitz grenzt hingegen im Osten an die Gemarkung Clieben, im Osten an die Gemarkung Brockwitz, im äußersten Nordosten an Weinböhla, im Norden an die Gemarkung Zaschendorf und im Westen an die Gemarkung Oberspaar. Südlich benachbart liegt Scharfenberg. 
Das Dorf Sörnewitz liegt am Elbufer im nordwestlichen Teil des Elbtalkessels. Unmittelbar westlich des Dorfkerns beginnen die Ausläufer des Spaargebirges, das als kleinstes Gebirge Sachsens gilt. Auf Sörnewitzer Gebiet befinden sich die Deutsche Bosel mit der markanten Boselspitze (183 m ü. NN) und nördlich davon die Römische Bosel. Im Süden der Flur blieb der Dorfkern in Form eines Straßendorfs mit den ortstypischen Zwei- und Dreiseithöfen sowie einem Vierseithof erhalten. In Letzterem befinden sich ein Restaurant sowie ein historisches Taubenhaus auf zwei Säulen von 1845. Nördlich des Dorfkerns schließen sich landwirtschaftlich und gärtnerisch genutzte Flächen in der Nassau an, an der Bosel wird Weinbau betrieben. In Sörnewitz mündet der aus Richtung Moritzburg kommende Lockwitzbach in die Elbe.

## Geschichte

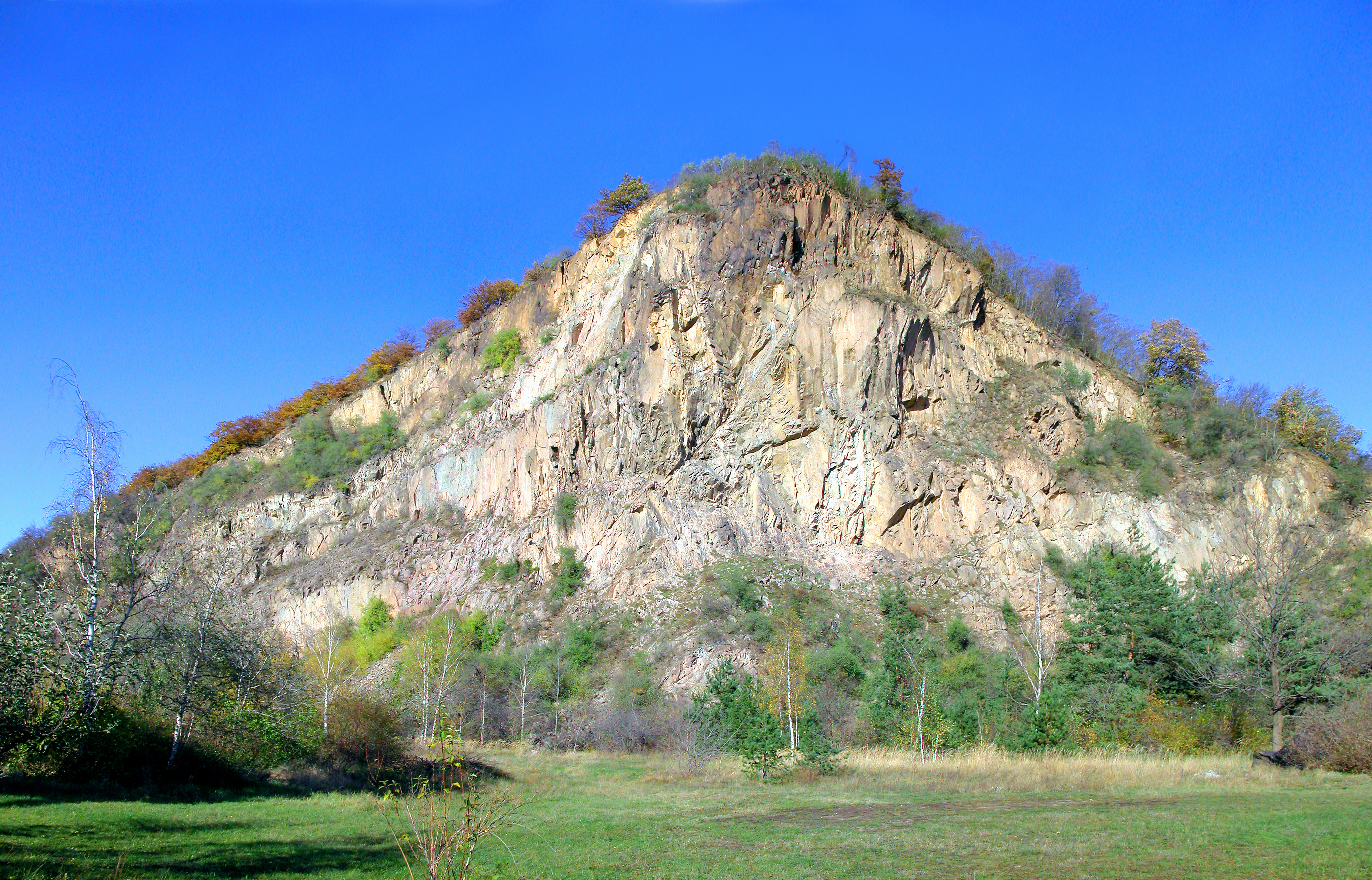
Sörnewitz, die Boselspitze des Spaargebirges

Erstmals urkundlich erwähnt wurde Sörnewitz im Jahre 1205, als Markgraf Dietrich der Bedrängte das Dorf „Sornuitz“ und seine Nachbarorte dem Augustiner-Chorherren-Stift St. Afra in Meißen stiftete. Der Ortsname stammt vom altsorbischen „Zornowica“ und bedeutet „Mühlenort“. Im Laufe der Jahrhunderte wandelte er sich unter anderem über die Formen „Surnewytcz“, „Sarnewitz“ und „Sornewicz“ hin zur heutigen Bezeichnung. 
Bronzezeitliche Funde und Siedlungsreste auf der Bosel belegen die frühe Anwesenheit von Menschen in dem Gebiet. In slawischer Zeit bestand auf der Bosel wahrscheinlich ein Heiligtum – der Name des Bergs leitet sich vom slawischsprachigen Wort für „Gott“ ab (vgl. Czorneboh). Auf der 418 Hektar (Stand: 1900) großen Sörnewitzer Gewannflur betrieben die Einwohner hauptsächlich Ackerbau und Viehzucht, hinzu kam später an den Hängen des Spaargebirges auch Weinbau.
Verwaltet wurde Sörnewitz in der Zeit der Markgrafschaft Meißen zunächst vom Amt Hayn, 1625 ging diese Aufgabe an das Amt Moritzburg über. Die Grundherrschaft übten 1547 anteilig das Amt selbst, das Hospital Meißen und die Pfarre Frauenhain aus. Später wurde Sörnewitz komplett zum Amtsdorf und unterstand 1764 dem Stiftsamt Meißen. Zur Amtshauptmannschaft Meißen gehörte es ab 1875. Eingepfarrt war und ist Sörnewitz nach Brockwitz. Unterhalb des Dorfes befand sich bis ins 19. Jahrhundert der Sörnewitzer Heeger, eine Elbinsel. Bedingt durch das Elbhochwasser von 1845, lag Sörnewitz mit dem Spaargebirge und mehreren rechtselbischen Meißner Ortsteilen für mehrere Tage selbst auf einer großen Insel. Seit dem 19. Jahrhundert wurde zwischen Sörnewitz und Scharfenberg eine Personenfähre betrieben.
Sörnewitz führte 1779 ein erstes eigenes Siegel ein. Es zeigt drei aus Wasser und Schilf aufsteigende Blüten der Kornrade. Auf Grundlage der Landgemeindeordnung von 1838 wurde Sörnewitz zur selbstständigen Landgemeinde. Im Zuge der Industrialisierung bildete sich im Norden der Flur der Ortsteil Neusörnewitz heraus. Am 1. Juli 1950 wurde die Gemeinde Sörnewitz nach Coswig eingemeindet.

### Einwohnerentwicklung
| Jahr | Einwohner                                 |
| ---- | ----------------------------------------- |
| 1547 | 24 besessene Mann, 2 Häusler, 11 Inwohner |
| 1764 | 21 besessene Mann, 28 Häusler             |
| 1834 | 388                                       |
| 1871 | 412                                       |
| 1890 | 437                                       |
| 1910 | 1281                                      |
| 1925 | 1604                                      |
| 1939 | 1995                                      |
| 1946 | 2330                                      |
| 1950 | siehe Coswig                              |

## Persönlichkeiten
- Annemarie Dose (1928–2016), Gründerin der Hamburger Tafel
- Hans-Ulrich Thomale (* 1944), ehemaliger Fußballspieler und -trainer, begann seine Karriere bei Motor Sörnewitz
- Peter Adam Schmidt (* 1946), Botaniker, Biologe und Forstwissenschaftler (wohnt in Sörnewitz)